# Dictator (romanzo)
Dictator è un romanzo di Robert Harris pubblicato nel 2015, che conclude la trilogia dedicata a Cicerone.
Il libro è stato tradotto in tedesco, ebraico, francese, olandese, coreano, italiano e numerose altre lingue.

## Trama
(Cicerone, Orator, 46 a.C.)
La storia è sempre raccontata da Tirone, segretario di Cicerone, che illustra in dettaglio i suoi ultimi quindici anni. Ritiratosi a Thessalonica dopo essere fuggito da Publio Clodio e dalla sua folla, Cicerone torna a Roma dopo più di un anno con la promessa di sostenere Giulio Cesare. Una volta fatto, tenta di far rivivere la Repubblica Romana, ma le forze contro di lui sono troppo potenti. Giulio Cesare, Pompeo e Crasso rappresentano le forze a lui contrastanti poiché avevano formato il primo triumvirato.
Rimasto l'unico triumviro in vita dopo le morti di Crasso (condannato a morte dai Parti dopo la sua sconfitta per loro mano nella battaglia di Carre) e Pompeo (ucciso a Pelusio dai cortigiani di Tolomeo XIII, fratello di Cleopatra VII d'Egitto), Cesare diventa troppo potente per il Senato e viene assassinato da un gruppo di senatori guidato da Caio Cassio Longino, Decimo Giunio Bruto e Marco Giunio Bruto. Il Senato non riesce però a prendere il controllo e Marco Antonio ne approfitta mettendo sotto il suo dominio Roma.
Cicerone pone le sue speranze sul giovane Ottaviano, ma quando questi sigla un accordo con Antonio e Marco Emilio Lepido, Cicerone è condannato e i giorni della Repubblica Romana sono finiti: la conseguenza a questo triumvirato è infatti la pubblicazione delle liste di proscrizione nella quale ci sono Cicerone, il fratello Quinto Cicerone e il nipote, figlio di Quinto. Tutti e tre vengono assassinati dai sicari dei triumviri, e la narrazione si conclude con Tirone ormai anziano che descrive brevemente la sua nuova vita, durante il principato di Augusto dopo molti anni dalla morte di Cicerone.

## Edizioni
- Robert Harris, Dictator, traduzione di N. Lamberti, Omnibus, Arnoldo Mondadori Editore, 13 ottobre 2015,  p. 401, ISBN 9788804614951.
- Robert Harris, Dictator, collana Oscar bestsellers, traduzione di N. Lamberti, Arnoldo Mondadori Editore, 11 ottobre 2016,  p. 401, ISBN 9788804667728.